# Замуровування

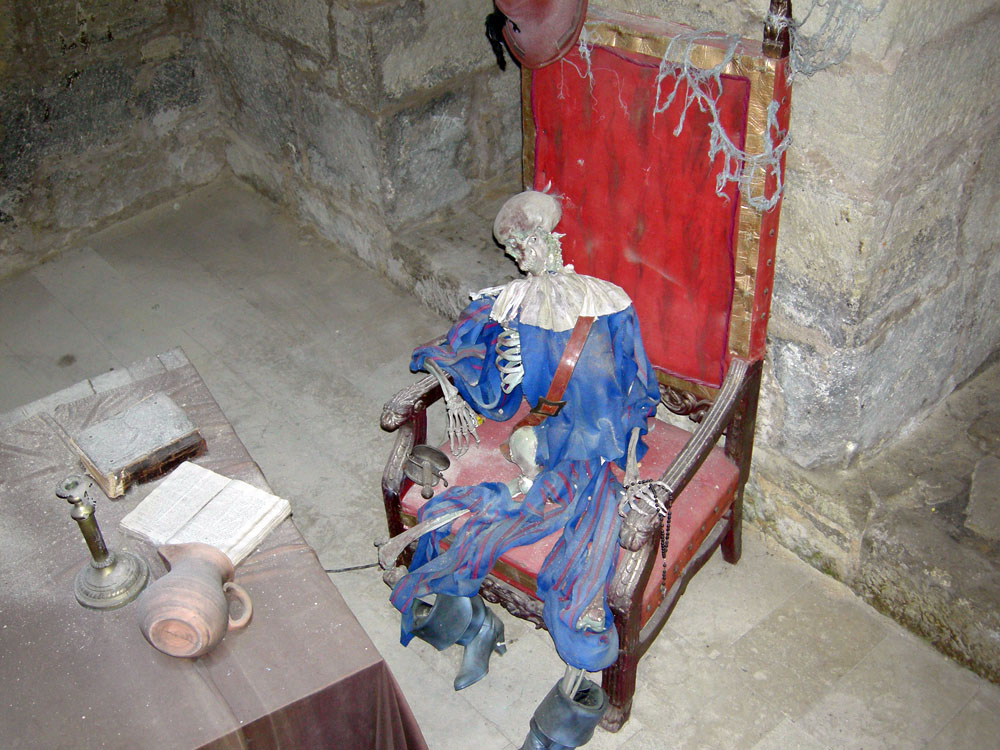
Музейна експозиція, що зображає рештки лицаря XVI століття, імовірно замурованого в Аренсбурзькому замку (Курессааре)

Замуровування — вид смертної кари, при якій людину поміщали в споруджувану стіну або оточували глухими стінами з усіх сторін, після чого той помирав від голодного виснаження або зневоднення. Це відрізняє її від поховання живцем, де людина вмирала від задухи.
Замуровування згадується в легендах, фольклорі та літературі. Часто цей вид страти згадується у фінських легендах, наприклад, про дівчину, якій несправедливо поставили у вину державну зраду. Її замурували в стіні замку Олафсборг, у якій, за легендою, виросла горобина з білими, як її невинність, квітами і червоними, як кров, ягодами.
На Балканах набуло поширення повір'я, що фортеця або міст будуть стояти довго, якщо всередину замурувати живу людину (найчастіше наречену або молоду дружину одного з будівельників). Насправді на Балканах проводилося лише символічне «замуровування тіні» молодої дівчини (довжина тіні вимірялася шнуром, відрізок якого і замуровувався в основу будови)